# Crioa emmelopis
Crioa emmelopis är en fjärilsart som beskrevs av Turner 1930. Crioa emmelopis ingår i släktet Crioa och familjen nattflyn. Inga underarter finns listade i Catalogue of Life.